# Heinrich Sauermann

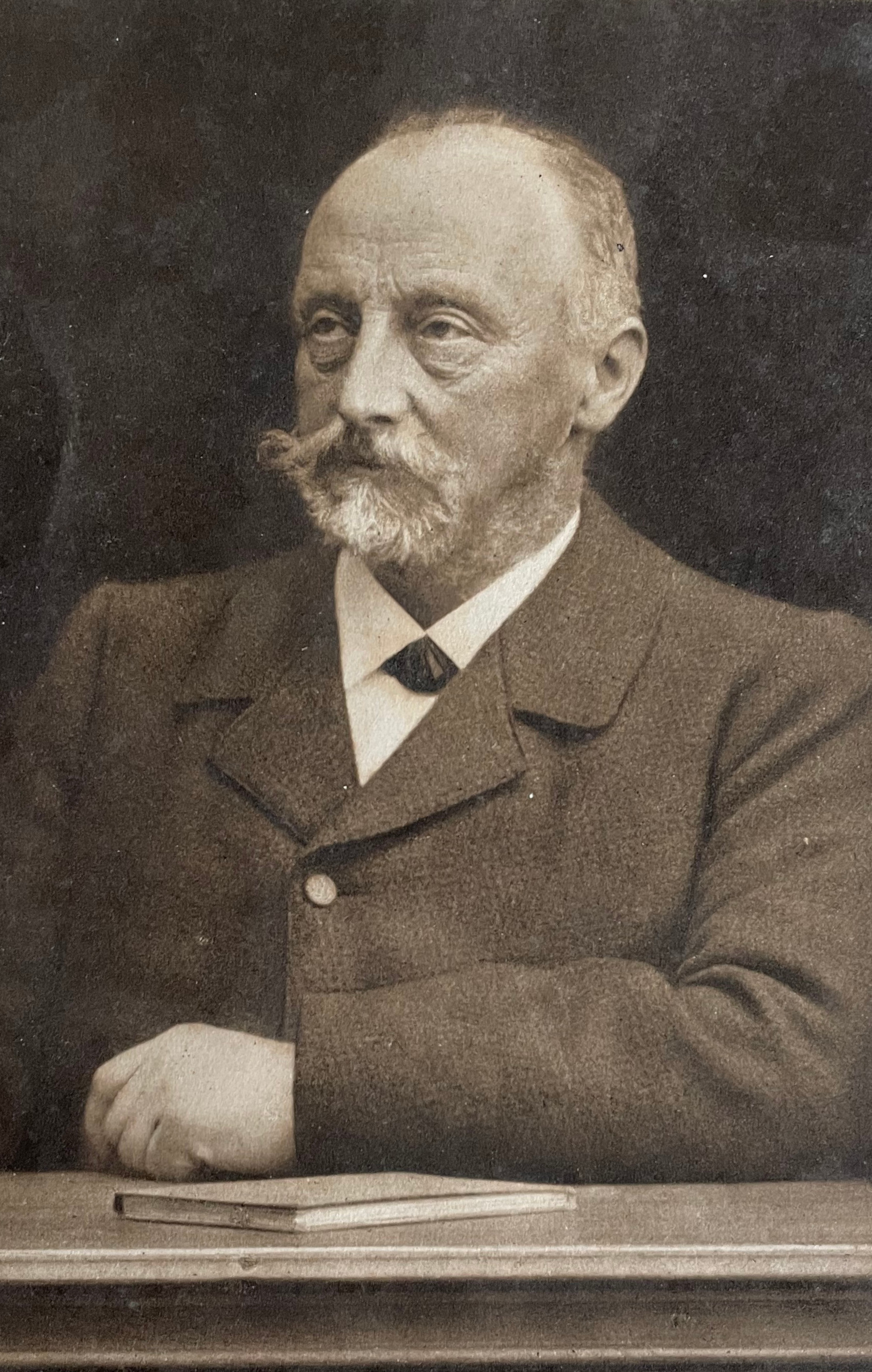
Heinrich Sauermann

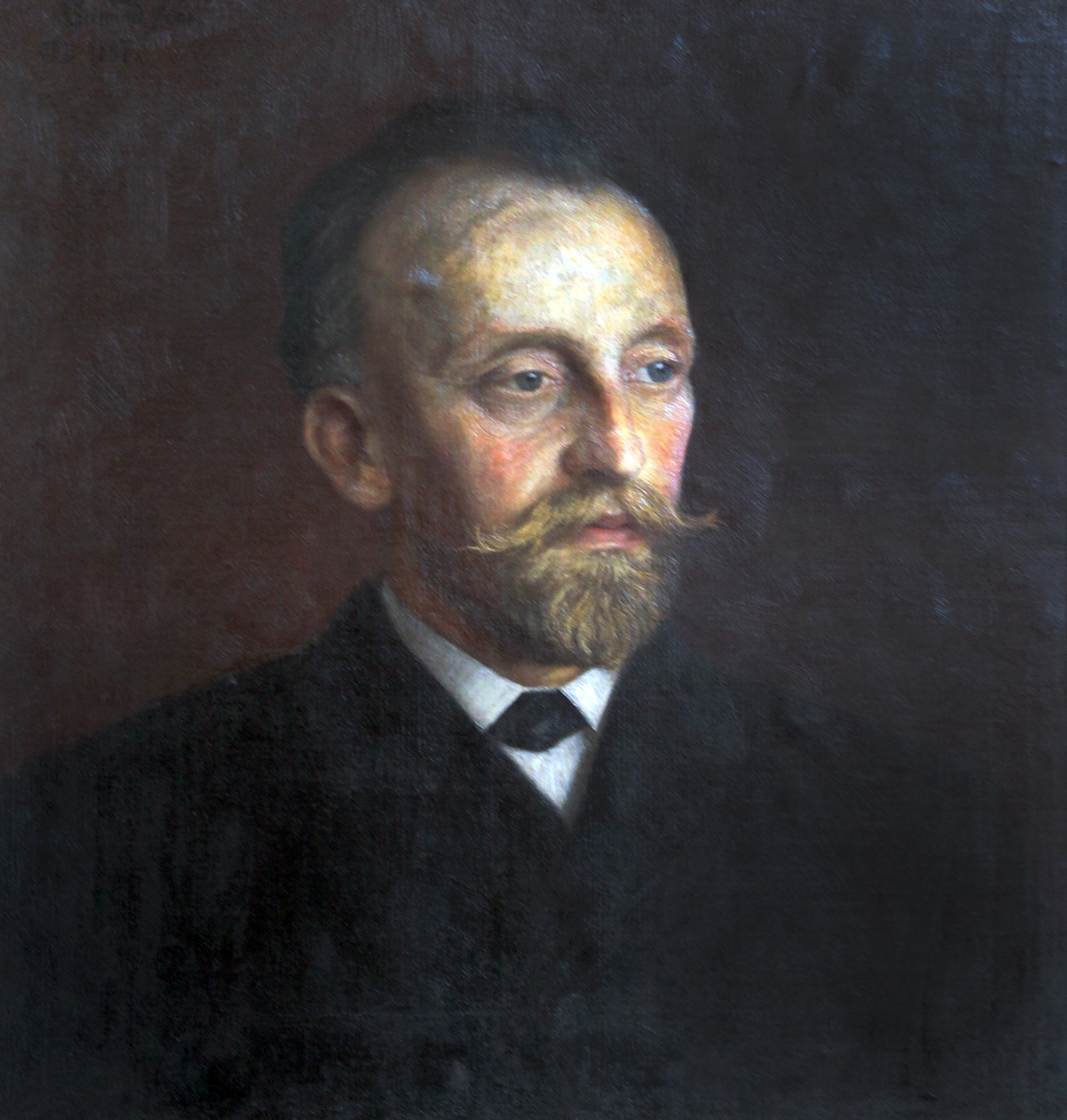
Heinrich Sauermann

Hans Heinrich Thomas Sauermann (* 12. März 1842 in Flensburg; † 3. Oktober 1904 ebenda) war ein deutscher Sattlermeister, Möbelfabrikant und Museumsdirektor. Er gilt als der wichtigste Vertreter der Möbelkunst des Historismus Schleswig-Holsteins. 

## Leben und Wirken

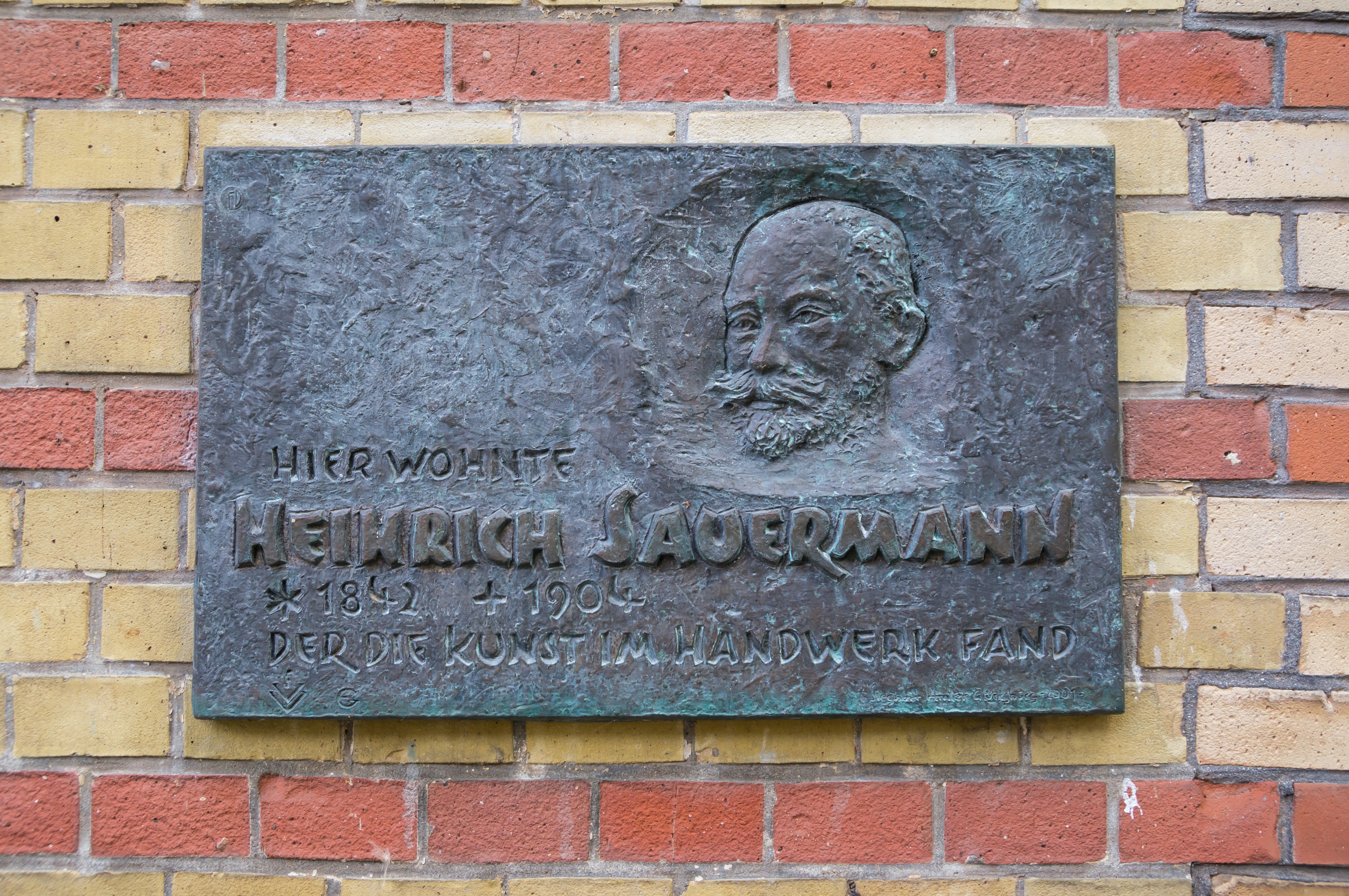
Gedenktafel für Heinrich Sauermann an seinem Wohnhaus im Südergraben

Heinrich Sauermann war der Sohn des Sattlermeisters Peter Ernst Sauermann (* 1796 in Harburg; † 12. März 1842 in Flensburg) und dessen Ehefrau Brigitte Sophie, geborene Hansen (* 2. Mai 1798 in Flensburg; † 4. September 1857 ebenda). Er hatte acht ältere Geschwister und besuchte eine Flensburger Privatschule. Danach beabsichtigte er, Malerei an der Kunstakademie Kopenhagen zu studieren, konnte davon jedoch nicht seinen Vater überzeugen. Daher absolvierte er von 1858 bis 1862 eine Ausbildung bei dem Sattler- und Riemenmeister Mönkeberg in Hamburg. Begleitend hierzu erhielt er Zeichenunterricht bei der Patriotischen Gesellschaft.
Sauermann arbeitete danach in der Eisenbahn- und Wagenfabrik Lauenstein und der Hamburger Sattlerei Foche. Aus gesundheitlichen Gründen wechselte er in das väterliche Unternehmen, in dem er die Ausbildung abschloss. 1864/65 hatte er eine Stelle als Geselle bei einer angesehenen Werkstatt für Wagenbau in Stuttgart. 1866 hielt er sich in Paris auf und zeichnete oftmals im Cluny-Museum. Insbesondere hier wurde ihm der Stellenwert des alten Kunsthandwerks in der seinerzeit modernen Formensprache bewusst.
Ende 1866 ging Sauermann wieder nach Flensburg und arbeitete im Unternehmen seines Vaters. Dieses trug nun den Titel „P. E. Sauermann & Sohn, Sattler- und Tapeziergeschäft Holm 806“. Er legte die Meisterprüfung ab und übernahm danach die alleinige Geschäftsführung. Mit der ab 1867 existierenden Gewerbefreiheit erweiterte er das Unternehmen schrittweise zu einer Möbelfabrik. Mitte der 1870er Jahre produzierte er zunehmend geschnitzte Möbel und Einrichtung.
Sauermann war deutsch-national gesinnt und hatte sich als Geselle aktiv in der Turnerbewegung engagiert. Begeistert verfolgte er die Vorstellung, das Kunsthandwerk entsprechend auszurichten. Bei der Deutschen Gewerbeausstellung 1876 in München wurde das Kunstgewerbe der deutschen Renaissance als Vorbild des zeitgemäßen Kunsthandwerks präsentiert. Derart inspirierte beteiligte sich Sauermann an der „Schleswig-Holsteinischen Industrieausstellung“, die 1878 in Flensburg stattfand. Er präsentierte ein „Modernes Zimmer im Geschmack der deutschen Renaissance“, für das er eine silberne Staatsmedaille bekam. Ab diesem Zeitpunkt förderte ihn der Regierungsrat Carl Christian Lüders. Da Sauermann im Bereich von Kunst und Kunsthistorie nur autodidaktisch erworbene Kenntnisse besaß, half ihm Lüders zu Beginn mit einem vermittelten Stipendium, das er zur Weiterbildung in der Lombardei und der Toskana nutzte.
1825 baute Sauermann auf dem Gelände seines Vaters im Südergraben eine dreigeschossige Fabrik. Die Möbelfabrikation hatte anfangs ungefähr 20 Angestellte. In dem neuen Gebäude arbeiteten nun dreißig Tischler, mehrere Bildschnitzer und zwei Tapezierer. 1889 kam es zu einem langen Streik, durch den die Produktion zum Erliegen kam. Sauermann realisierte daher, unterstützt von Lüders, den Plan, das Unternehmen zu „Staatlich unterstützten Fachschule für Kunsttischler und Bildschnitzer“ umzuwidmen. Der Architekt Heinrich Moldenschardt entwarf für Sauermann seine Villa, die 1884 auf dem Gelände der Fabrik entstand. Sauermann selbst finanzierte daneben ein weiteres dreistöckiges Bauwerk, das am 1. Oktober 1890 eröffnet werden konnte. Es handelte sich um Deutschlands erste Werkstattschule. Das preußische Handelsministerium ernannte Sauermann 1891 zum Direktor.
Sauermanns Möbelfabrik und die staatlich mitfinanzierte Bildungseinrichtung arbeiten eng zusammen. Das Unternehmen verband so öffentlichen Nutzen mit privatem Einkommen. Die Schüler hatten pro Woche 48 Stunden in dem Unternehmen zu arbeiten bei 22 Stunden Schulunterricht. Emil Nolde, als bedeutendster Schüler, lernte hier von 1884 bis 1888. Er beschwerte sich, bereits bevor die Schule existierte, dass die Anforderungen unverantwortlich hoch seien.

## Werke
Sauermann war kein gelernter Tischler, konnte aber sehr gut zeichnen. Er erstellte daher nur die Entwürfe, die seine Fachlehrer und Schüler dann umsetzten. Sauermanns Fabrik schuf viele Einzelmöbel, Ausstellungen und Zimmereinrichtungen. Die Mittel hierfür stammten von der seit 1865 existierenden Schleswig-Holsteinischen Landes-Industrieausstellung. Die Gegenstände wurden verlost. Darüber hinaus erstellte die Werkstatt vollständige Prunkräume, die nur für Ausstellungs- und Dekorationszwecke gedacht waren. Als Modell dienten geschnitzte Festräume nordfriesischer Bauernhäuser des 17. Jahrhunderts. Die Abmessungen wurden jedoch an den Wünschen des Großbürgertums ausgerichtet.
Das erste Zimmer aus Sauermanns Fabrik entstand, bevor die Schule existierte. Dieses „Nordfriesische Zimmer“ wurde für die „Deutsch-Nationale Kunstgewerbe-Ausstellung“ 1888 in München realisiert. Das Nordische Museum aus Stockholm kaufte das Exponat. Das Deutsche Reich gab danach ein „Deutsches Prunkzimmer“ in Auftrag, das bei der World’s Columbian Exposition zu sehen war. Dieses ging in den Besitz des Golden Gate Park Museum über. Bei der Weltausstellung 1900 in Paris war ein „Niederdeutsches Zimmer“ zu sehen, das das Flensburger Kunstgewerbemuseum erwarb. Ein anderes Niederdeutsches Zimmer wurde für die Schleswig-Holsteinische Gewerbeausstellung geschaffen, die 1896 in Kiel stattfand. 1900 baute das Unternehmen den Festraum des Kaiserlichen Yachtclubs in Kiel. Die Ausstattung stiftete Alfred Krupp.
Aufgrund der öffentlichen Förderung konnte sich Sauermann gegen den Maler Christian Carl Magnussen durchsetzen. Dieser sammelte Kunst und hatte seit 1874 eine Schnitzschule in Schleswig. Sauermann erhielt so alle umfangreicheren Aufträge, die im Rahmen der Holzrestaurierung erteilt wurden:
- 1881 restaurierte er den Fürstenstuhl der Kapelle von Schloss Gottorf.
- 1882/83 überarbeitete er den Brüggemann-Altar sowie 1884/85 den Swynschen Pesel aus Lehe. Bei den Arbeiten am Brüggemann-Altar formte Sauermann diese aufwändig in Gips ab und verkaufte einzelne Abgüsse an Museen und Kunstgewerbeschulen. Für Privatleute kreierte Sauermann Einzelgruppen, Statuen und Büsten das Altars.[5]

## Sammlung
Sauermann sammelte vorbildliche historische Gegenstände des Kunsthandwerks. Es handelte sich insbesondere um geschnitzte Möbel und Möbelteile. Die Stadt Flensburg erwarb diese 1876. Sie bildete die Basis für das Flensburger Kunstgewerbemuseum. Im März 1903 wurde er dessen erster Museumsdirektor. Seine Werkstätten zogen in dessen Souterrain ein. Das Dachgeschoss beherbergte die Lehrräume der Schule. Noch heute ist die Sammlung Teil des Museumsberges Flensburg.

## Familie

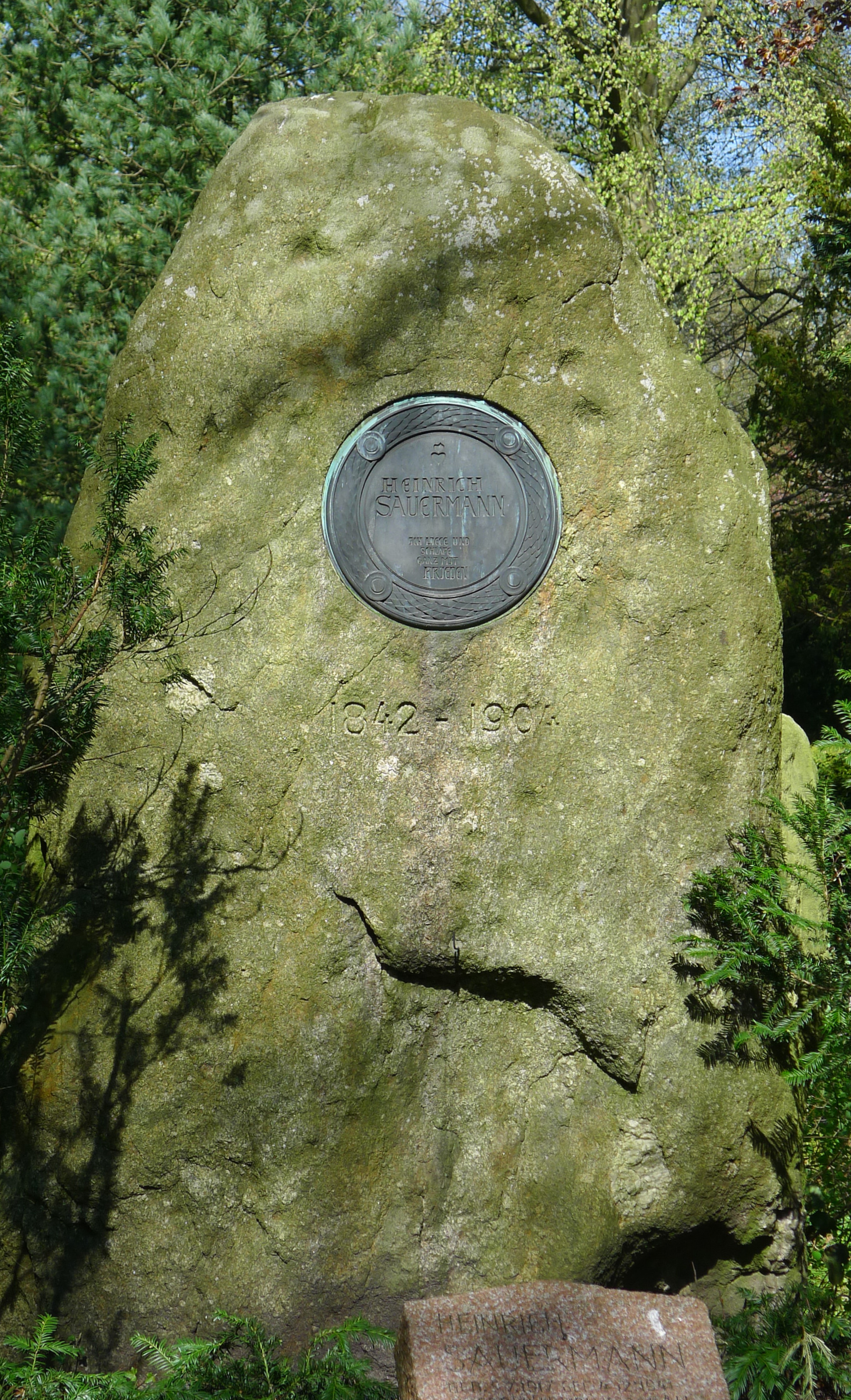
Grabstein von Heinrich Sauermann auf dem Mühlenfriedhof in Flensburg

Sauermann heiratete Margaretha Henriette Maria (Marie) Hennings (* 30. April 1851 in Bünderies bei Norderbrarup; begraben am 21. Juli 1922 (Laut Grabstein gestorben 15. Juli 1923) in Flensburg). Der Vater seiner Ehefrau namens Paul Heinrich Christoph Hennings arbeitete als Hufner in Bünderies und war verheiratet mit Christina Dorothea Schmidt. Das Ehepaar Sauermann hatte vier Töchter und zwei Söhne.
Heinrich Sauermann wurde auf dem Mühlenfriedhof in Flensburg begraben.

## Auszeichnungen
Sauermann erhielt seit 1869 viele Ausstellungsmedaillen und -diplome. Dazu gehörten:
- 1888: Ehrendiplom der Deutsch-Nationalen Kunstgewerbe-Ausstellung in München.
- 1895: Ehrendiplom der Deutsch-Nordischen Handels- und Industrie-Ausstellung in Lübeck.
- 1896: Goldmedaille der Ausstellung der Provinz Schleswig-Holstein.
- Goldmedaille der Weltausstellung Paris 1900.

## Ehrungen
- 1968 wurde die Sauermannstraße in Flensburg nach ihm benannt.[7]

## Schriften
- Mittelalterliches Holzmobiliar. In: Die Heimat. Monatsschrift des Vereins zur Pflege der Natur- und Landeskunde in Schleswig-Holstein, Hamburg und Lübeck. Bd. 5 (1895), Heft 3 und 4, März–April 1895, S. 49–65 (Digitalisat).
- Alte Schwertscheidenbeschläge. In: Die Heimat. Monatsschrift des Vereins zur Pflege der Natur- und Landeskunde in Schleswig-Holstein, Hamburg und Lübeck. Bd. 5 (1895), Heft 5 und 6, Mai–Juni 1895, S. 118–120 (Digitalisat).